# Nguyễn Văn Lực
Nguyễn Văn Lực (? – ?) là Thiếu tướng người Việt Nam và là lãnh đạo của Việt Nam Quốc dân Đảng dưới thời Quốc gia Việt Nam và Việt Nam Cộng hòa.

## Tiểu sử

### Thân thế và hoạt động chính trị
Nguyễn Văn Lực được coi là nhân vật bất đồng chính kiến chống lại chế độ Ngô Đình Diệm. Có thời điểm vào năm 1960, Tổng thống Diệm đã bỏ tù ông một tháng vì tham gia vào "các hoạt động chống đối chính phủ". Ông vốn là người miền Bắc, một đảng viên kỳ cựu của Việt Nam Quốc dân Đảng và cũng từng quen biết nhiều với cố vấn Ngô Đình Nhu.

### Mưu sát vợ chồng Ngô Đình Nhu
Tổ chức chống đối chế độ Ngô Đình Diệm của Nguyễn Văn Lực chỉ gồm có gia đình ông, một số đảng viên Việt Nam Quốc dân Đảng như nhà báo tên tuổi Vũ Ngọc Các, giáo sư Nguyễn Mậu, Trung úy Không quân Phan Ngô và một số người khác. Ngoài ra còn có Nguyễn Xuân Kỷ, trưởng nam của bác sĩ Nguyễn Xuân Chữ, linh mục Nguyễn Văn Dũng và Phan Xứng là những người đã hết lòng ủng hộ Diệm trong những năm đầu khi Diệm mới cầm quyền. Riêng về phía quân đội ông gầy dựng nhiều tiểu tổ trong các đơn vị nhưng họ chỉ có nhiệm vụ sẵn sàng đợi vụ ném bom thành công là phát động phong trào binh sĩ nổi dậy hưởng ứng cuộc cách mạng để vận dụng quân lực yểm trợ cho tổ chức.
Vụ ném bom Dinh Độc Lập đầu năm 1962 do chính Nguyễn Văn Lực đứng ra tổ chức và lãnh đạo. Buổi sáng ngày 27 tháng 2 năm 1962, con trai của ông là Trung úy Nguyễn Văn Cử cùng với Trung úy Phạm Phú Quốc được lệnh thực hiện phi vụ hành quân tại Quân khu 4, khi vừa cất cánh khỏi phi đạo của Căn cứ Không quân Biên Hòa thì liền đổi hướng bay về Sài Gòn để ném bom vào Dinh Độc Lập hòng giết chết vợ chồng Ngô Đình Nhu đang ngủ say giấc nồng. Trong lúc đó thì Trung úy Nguyễn Văn Đính có nhiệm vụ giữ liên lạc giữa Bộ Chỉ huy Đảo chính và hai phi công này theo đúng kế hoạch đã định.

### Hậu quả và cuối đời
Tuy vậy vụ ném bom đã gặp phải thất bại, ông hay được tin này bèn bỏ trốn về Biên Hòa, xuống tóc và bận áo nâu sòng sống như một nhà tu hành ẩn nấp từ chùa này qua chùa khác, thình thoảng ông về thăm nhà và liên lạc với các đồng chí của tổ chức. Lúc xảy ra cuộc đảo chính ngày 1 tháng 11 năm 1963, ông mới công khai trở về đoàn tụ cùng gia đình mình. Sang năm 1964, ông được mời làm hội viên Thượng Hội đồng Quốc gia, một cơ quan chuyển tiếp quyền lực được thành lập trong bối cảnh rối ren tại Việt Nam Cộng hòa kể từ sau cuộc đảo chính 1963. Thượng Hội đồng này gồm 16 nhân sĩ tên tuổi là các ông: Phan Khắc Sửu, Lê Văn Thu, Nguyễn Văn Huyền, Trần Đình Nam, Trần Văn Văn, Trần Văn Quế, Nguyễn Văn Lực, Nguyễn Xuân Chữ, Hồ Văn Nhựt, Mai Thọ Truyền, Ngô Gia Hy, Lê Khắc Quyến, Tôn Thất Hanh, Lương Trọng Tường, Nguyển Đình Luyện, và Hồ Đắc Thắng. Ngày 20 tháng 12 năm 1964, Hội đồng Quân lực ra thông cáo giải tán Thượng Hội đồng và bắt giữ một số thành viên, riêng ông thì bị hội đồng này đưa đi quản thúc ở Nha Trang.
Đầu năm 1965, Hội đồng Quân lực mới trả tự do cho ông cùng mấy hội viên rồi đưa trở về Sài Gòn, kể từ đây ông không còn hoạt động chính trị gì nữa. Cuối thời Đệ Nhị Cộng hòa, ông tích cực hưởng ứng Phong trào Nhân dân chống Tham nhũng do linh mục Trần Hữu Thanh phát động. Đầu năm 1975, ông tham gia vào các cuộc biểu tình chống đối chế độ của Tổng thống Nguyễn Văn Thiệu rồi bị cảnh sát bắt giam trong một thời gian ngắn mãi cho đến cuối tháng 4 mới được thả. Đúng lúc Sài Gòn thất thủ thì ông cùng gia đình đã kịp thời trốn lên một chiếc thuyền di tản sang Mỹ sống trong cảnh lưu vong cho đến cuối đời. Không rõ ông mất vào lúc nào.

## Tư tưởng
Ông còn là tác giả bản "Tuyên ngôn Con người" rất nổi tiếng trong giới chính trị Sài Gòn. Ông phân giải hệ thống Âm Dương Ngũ Hành trong Kinh Dịch phương Đông để đưa ra thuyết "nhân chủ" chống lại quan niệm vũ trụ và nhân sinh của Karl Marx cũng như các giáo lý tín điều của tôn giáo phương Tây, chủ trương thờ một Đấng Chúa Tể vạn năng. Theo ông thì muốn chống Cộng cứu nước, phải thực hiện chế độ nhân chủ dựa theo thuyết Âm Dương Ngũ Hành.

## Nhận định
Nguyễn Văn Lực là thứ người cương nghị, đảm lược nên ông dám có những hành động táo bạo, tốc chiến tốc thắng. Ông lý luận một cách tuy đơn giản nhưng rất hợp lý rằng đối với một gia đình tham tàn, độc đoán, mục hạ vô nhân mà lại ngoan cố như gia đình họ Ngô thì chỉ có hai cách đối xử: một đầu hàng họ để kiếm miếng đỉnh chung cho cá nhân mình, hai là đập nát đầu họ để cướp lấy chính quyền mà cứu nước. Còn thiện chí xây dựng, hòa giải hay đoàn kết thì chắc chắn đã không cảm hóa được họ mà nhiều khi còn rước họa vào thân.
Ông từng nói rằng nếu vụ ném bom này mà thành công, tiêu diệt được vợ chồng Ngô Đình Nhu thì một trong hai trường hợp có thể xảy ra: Một là Ngô Đình Diệm sẽ vì mất em ruột, cánh tay mặt chính trị mà ông phải nương dựa nên buồn phiền rồi tự ý từ bỏ địa vị; hai là ông ta sẽ được người Mỹ khuyến cáo tiếp tục lãnh đạo quốc gia trong tư thế lâm thời cho đến ngày một "Quốc dân Đại hội" bao gồm các tôn giáo, đảng phái, các tổ chức quần chúng khác và quân đội được thành hình để nhận trách nhiệm lãnh đạo đất nước. Bản thân ông không muốn giết Diệm vì ông không muốn làm cho Hoa Kỳ, vốn đang mạnh mẽ ủng hộ Diệm, phải xúc động dẫn đến những phản ứng bất lợi hoặc những hệ quả tiêu cực cho miền Nam Việt Nam.
Arthur J. Dommen còn đề cập đến một chi tiết khác chưa được kiểm chứng có liên quan đến sự tàn bạo của Nguyễn Văn Lực khi ông từng được cho là đã giết chết một đứa trẻ khá tàn nhẫn bên bờ sông trong một buổi huấn luyện nọ.